# Villanueva Mesía
Villanueva Mesía es una localidad y municipio español situado en la parte central de la comarca de Loja, en la provincia de Granada, comunidad autónoma de Andalucía. Limita con los municipios de Huétor Tájar, Moraleda de Zafayona, Íllora, Montefrío y Loja. Cuenta con una población de 1979 habitantes (INE 2024). Por su término discurren los ríos Genil y Cacín.
El municipio villanovero es una de las dieciséis entidades que componen el Poniente Granadino, y comprende únicamente el núcleo de población de Villanueva Mesía —capital municipal—, así como los diseminados de Bárbara, Carboneros, Casas del Arco, Casas de Valcázar, Coto del Arco, Los Llanos, Molina, Las Peñuelas y La Realenga.

## Símbolos
Villanueva Mesía cuenta con un escudo y bandera adoptados oficialmente el 6 de marzo de 2003.

### Escudo
Su descripción heráldica es la siguiente:

De plata (blanco), un puente de sinople (verde) sumado de villa de gules (rojo) formada por cuatro casas y un arco central en faja, con palo retirado y ondado de azur (azul) del arco del puente a la punta del escudo. Al timbre, corona real cerrada.

### Bandera
La enseña del municipio tiene la siguiente descripción:

Paño rectangular, de proporción 2/3, formado por tres franjas horizontales iguales, dos amarillas y una azul alternadas.

## Geografía

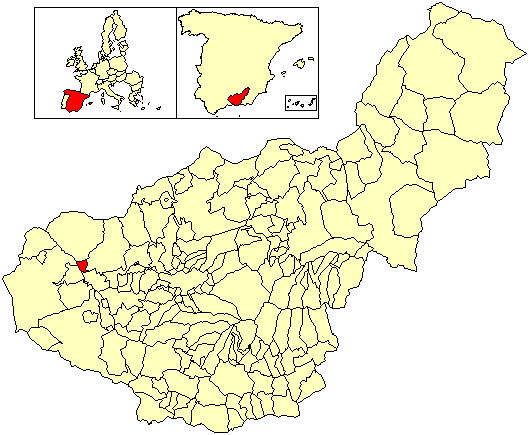
Extensión del municipio en la provincia de Granada

### Situación
Integrado en la comarca de Loja, se encuentra situado a 42 kilómetros de la capital provincial, a 109 de Jaén, a 195 de Almería y a 315 de Murcia. La autovía A-92, que conecta las ciudades de Málaga y Sevilla con Granada, Almería y Murcia, ofrece una salida directa al municipio.
| Noroeste: Loja y Montefrío                    | Norte: Montefrío          | Nordeste: Montefrío e Íllora  |
| Oeste: Loja y Huétor Tájar                    |                           | Este: Íllora                  |
| Suroeste: Huétor Tájar y Moraleda de Zafayona | Sur: Moraleda de Zafayona | Sureste: Moraleda de Zafayona |

### Clima
El clima de Villanueva Mesía es de tipo mediterráneo continentalizado: fresco en invierno, con abundantes heladas; y caluroso en verano, con máximas sobre los 40 °C. La oscilación térmica es grande durante todo el año, superando muchas veces los 20 °C en un día. Las lluvias, ausentes en verano, se concentran en el invierno y son escasas durante el resto del año.

## Historia
La localidad se mantuvo durante más de dos siglos próxima a la frontera entre el Reino de Granada y el reino cristiano de Castilla.

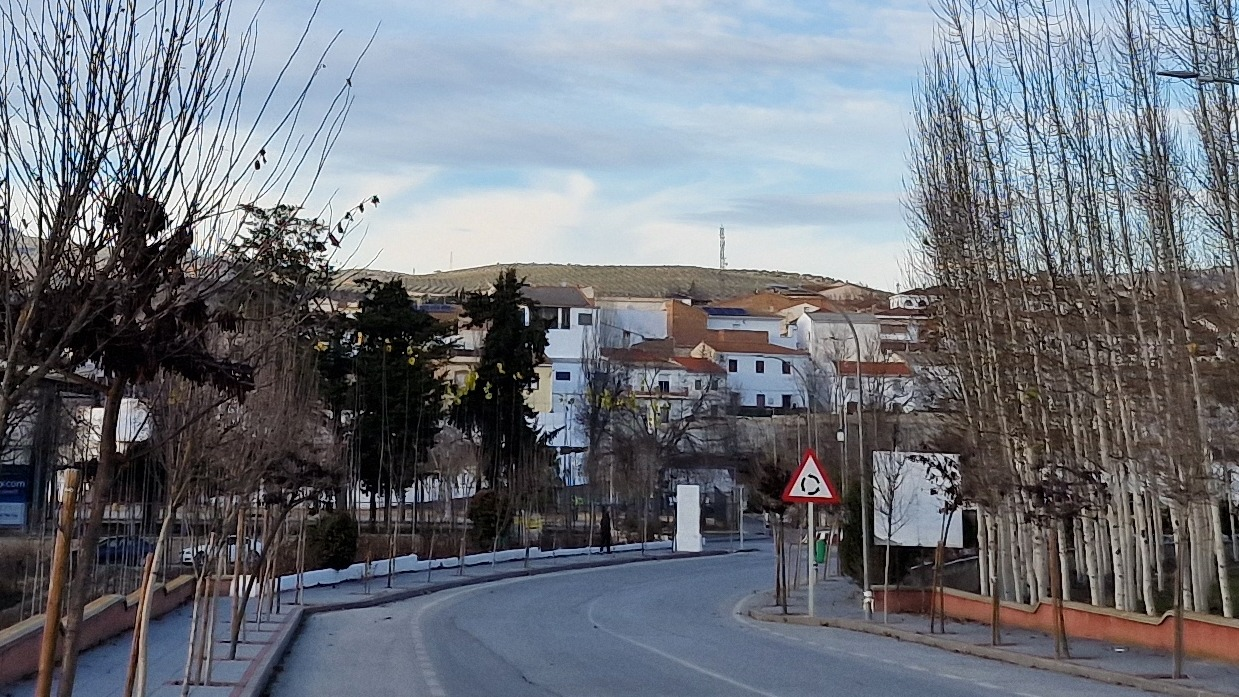
Vista de la localidad, cerca del puente sobre el río Genil

Regado por el río Genil en su confluencia con el Cacín, de huertas y frondosos frutales, estuvo formado en un principio por numerosos molinos, la mayoría de agua, y alquerías. Si bien los asentamientos en esta tierra —según los restos arqueológicos hallados— se inician con el hombre de Neandertal, en el Paleolítico Superior, hace más de 150 000 años y continúan con los íberos, fenicios, romanos, visigodos y, por último, los musulmanes.
La tradición sitúa al actual núcleo en una primitiva Venta del Río (Genil), probablemente de origen árabe. Tras la Reconquista de Granada pasó a constituirse en el señorío de Villanueva de Mesía mediante escritura de venta a favor de don Alonso Mesía. El linaje Mesía procedía de la Casa de Mexía del reino de Galicia, que acudieron al sur peninsular en ayuda del rey Fernando III de Castilla varios siglos antes.

## Demografía
Villanueva Mesía cuenta con una población de 1979 habitantes (INE 2024), que se distribuyen de la siguiente manera:
| Unidad poblacional | Hab. |
| ------------------ | ---- |
| Villanueva Mesía   | 1910 |
| diseminado         | 70   |
| TOTAL              | 1980 |

### Evolución de la población
| Gráfica de evolución demográfica de Villanueva Mesía entre 1842 y 2021                                              |
| |
| Población de derecho según los censos de población del INE Población de hecho según los censos de población del INE |

## Economía

### Evolución de la deuda viva municipal
| Gráfica de evolución de Deuda viva del Ayuntamiento de Villanueva Mesía entre 2008 y 2019                                |
| |
| Deuda viva del Ayuntamiento de Villanueva Mesía en miles de Euros según datos del Ministerio de Hacienda y Ad. Públicas. |

## Política
Los resultados en Villanueva Mesía de las últimas elecciones municipales, celebradas en mayo de 2023, son:
| Elecciones Municipales - Villanueva Mesía (2023) | Elecciones Municipales - Villanueva Mesía (2023) | Elecciones Municipales - Villanueva Mesía (2023) | Elecciones Municipales - Villanueva Mesía (2023) | Elecciones Municipales - Villanueva Mesía (2023) |
| Partido político                                 | Partido político                                 | Votos                                            | %Válidos                                         | Concejales                                       |
| ------------------------------------------------ | ------------------------------------------------ | ------------------------------------------------ | ------------------------------------------------ | ------------------------------------------------ |
|                                                  | Partido Socialista Obrero Español (PSOE)         | 828                                              | 68,54%                                           | 8                                                |
|                                                  | Partido Popular (PP)                             | 365                                              | 30,21%                                           | 3                                                |

### Alcaldes
| Legislatura | Nombre                                                                                          | Grupo       |
| ----------- | ----------------------------------------------------------------------------------------------- | ----------- |
| 1979-1983   | José Cuevas Pérez                                                                               | UCD         |
| 1983-1987   | José Cuevas Pérez                                                                               | AP/PDP/UL   |
| 1987-1991   | José Cuevas Pérez (1987-1988) Perfecto Malagón Baena (1988-1991)                                | AEI         |
| 1991-1995   | Antonio Gordo Cadenas (1991) Manuel Cuadros Revelles (1991-1993) José Entrena Ávila (1993-1995) | AEI PA PSOE |
| 1995-1999   | José Entrena Ávila                                                                              | PSOE        |
| 1999-2003   | José Entrena Ávila                                                                              | PSOE        |
| 2003-2007   | José Entrena Ávila                                                                              | PSOE        |
| 2007-2011   | José Entrena Ávila (2007-2009) José Antonio Durán Ortiz (2009-2011)                             | PSOE        |
| 2011-2015   | José Antonio Durán Ortiz                                                                        | PSOE        |
| 2015-2019   | José Antonio Durán Ortiz                                                                        | PSOE        |
| 2019-2023   | José Antonio Durán Ortiz                                                                        | PSOE        |
| 2023-act.   | José Antonio Durán Ortiz                                                                        | PSOE        |

## Comunicaciones

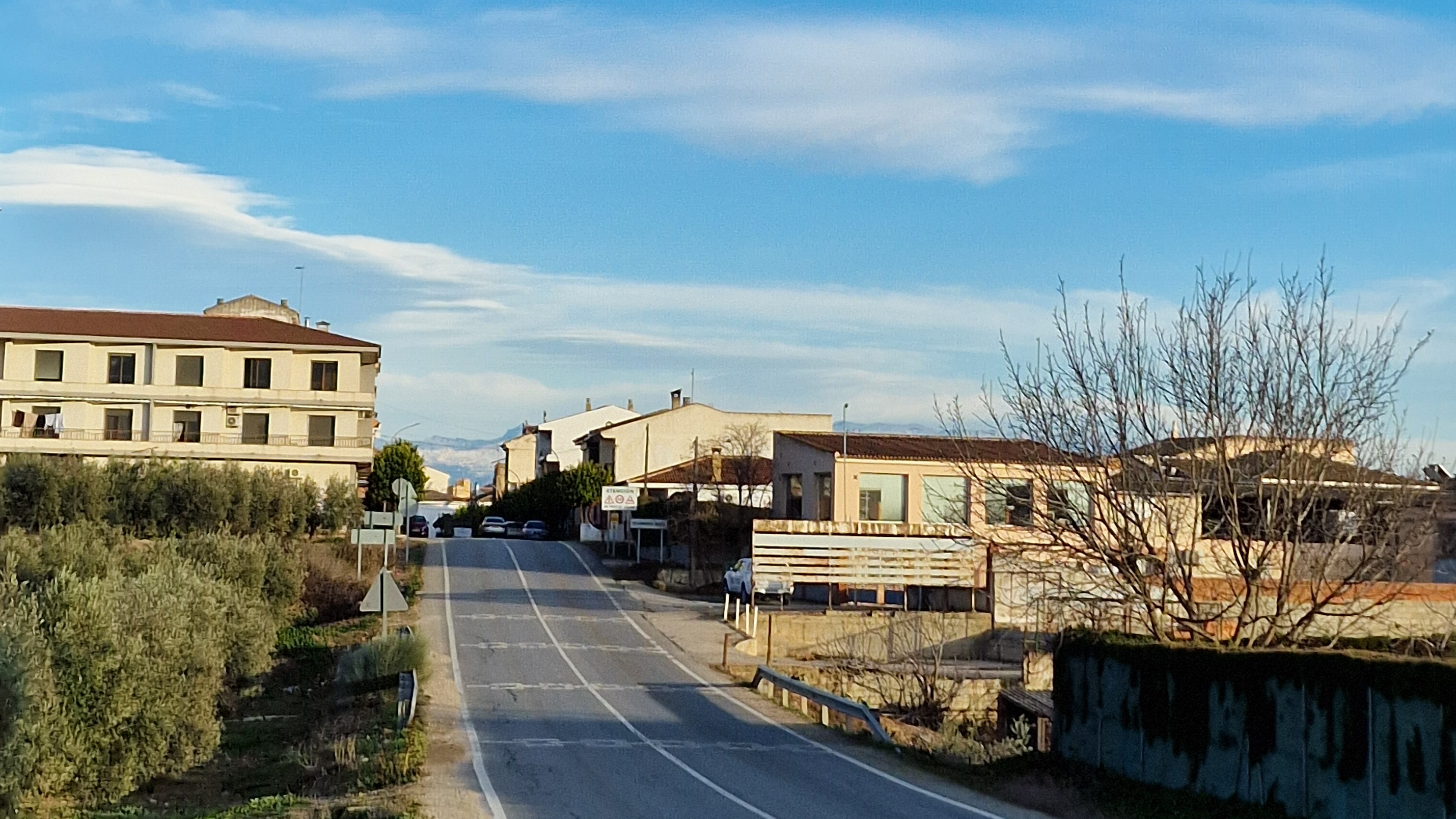
Vista de la carretera GR-4403, con la localidad al fondo

### Carreteras
Las principales vías de comunicación que transcurren por el municipio son:
| Identificador | Denominación               | Itinerario              |
| ------------- | -------------------------- | ----------------------- |
| GR-4401       | De A-92 a Villanueva Mesía | A-92 - Villanueva Mesía |
| GR-4403       | De Tocón a Huétor Tájar    | Tocón - Huétor Tájar    |

Algunas distancias entre Villanueva Mesía y otras ciudades:
| Ciudades | Distancia (km) |
| -------- | -------------- |
| Loja     | 17             |
| Granada  | 42             |
| Jaén     | 109            |
| Almería  | 195            |
| Murcia   | 315            |

## Servicios públicos

### Sanidad
El municipio cuenta con un consultorio médico de atención primaria situado en la plaza Independencia, n.º 3, dependiente del Distrito Sanitario Metropolitano de Granada. El servicio de urgencias está en el centro de salud de Huétor Tájar y el área hospitalaria de referencia es el Hospital de Alta Resolución de Loja.

### Educación
Los centros educativos que hay en el municipio son:
| Denominación Genérica                    | Nombre del Centro             | Naturaleza | Dirección      |
| ---------------------------------------- | ----------------------------- | ---------- | -------------- |
| Escuela Infantil                         | E.I. "Acuarela"               | Público    | C/ Paz, s/n    |
| Colegio de Educación Infantil y Primaria | C.E.I.P. "Alamedas del Genil" | Público    | C/ Paz, 1      |
| Sección de Educación Permanente          | S.E.P. "Mexía"                | Público    | C/ Cerezo, s/n |

## Cultura

### Patrimonio
La Tahona
Situada en la calle Pósito, junto a la iglesia, es el museo local y el centro de interpretación de la Prehistoria del Poniente Granadino.
El edificio fue durante mucho tiempo el pósito de Villanueva, para convertirse posteriormente hasta la actualidad en la tahona, donde se explica cómo funciona un molino de harina y también se expone la historia del municipio.
También hay un espacio que alberga una exposición sobre los distintos asentamientos de culturas que han pasado por la comarca de Loja hasta la llegada de los musulmanes.

### Fiestas

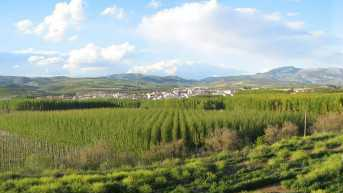
Vista panorámica de la localidad

Entre las celebraciones del municipio destacan las fiestas en honor de Santiago Apóstol, la última semana de julio. A mediados de octubre tienen lugar las fiestas y Feria de Ganado.
El 20 de enero se festeja el día del patrón, San Sebastián. También cabe señalar el día de la Candelaria (2 de febrero) y el de San Marcos (25 de abril).
Por último, a finales de junio se celebra la Semana Cultural.

### Gastronomía
En los bares y restaurantes se pueden degustar una amplia variedad de productos de la huerta y embutidos de cerdo. Las comidas más típicas son: el guisado de caracoles, las chuletas de cerdo con patatas y, sobre todo, el espárrago verde en diferentes recetas.
En las tiendas y negocios se puede comprar numerosos productos de la zona: dulces de repostería, legumbres, embutidos de cerdo, aceite de oliva con denominación origen del Poniente de Granada y otros productos de la vega, especialmente el espárrago verde-morado, también con denominación de origen.